# Mount Vernon (Missouri)
Mount Vernon é uma cidade localizada no estado americano de Missouri, no Condado de Lawrence.

## Demografia
Segundo o censo americano de 2000, a sua população era de 4017 habitantes.
Em 2006, foi estimada uma população de 4449, um aumento de 432 (10.8%).

## Geografia
De acordo com o United States Census Bureau tem uma área de
8,9 km², dos quais 8,9 km² cobertos por terra e 0,0 km² cobertos por água. Mount Vernon localiza-se a aproximadamente 355 m acima do nível do mar.

## Localidades na vizinhança
O diagrama seguinte representa as localidades num raio de 16 km ao redor de Mount Vernon.